# Mesacanthion karense
Mesacanthion karense is een rondwormensoort uit de familie van de Thoracostomopsidae.